# 阿部詩
阿部 詩（あべ うた、2000年〈平成12年〉7月14日 - ）は、兵庫県神戸市出身の日本の女子柔道家。階級は52kg級。身長158cm。握力は右48kg、左46kg。血液型はB型。段位は四段。組み手は右組み。得意技は内股、袖釣込腰。夙川学院中学校・高等学校（現在の夙川中学校・高等学校）、日本体育大学を卒業した。兄が二人おり、次兄は66kg級の阿部一二三。2018年の世界選手権では兄妹同時に世界チャンピオンとなり、2021年開催の東京オリンピックでは同日に兄妹で金メダルを獲得した。

## 経歴

### 小学生時代
三人兄妹の末っ子。
柔道は5歳の時に兄2人に続いて兵庫少年こだま会で始めた。最初は兄の付き添いで見学していただけだったが、練習風景が楽しそうに思えて、女の子だからピアノでも習った方がいいと考えていた父親（阿部浩二）の反対を押し切った。なお、この当時は水泳やピアノも習っていたが、そのうち柔道に専念するようになった。
兄の一二三によれば、妹は非常に熱心で妹の方が強くなると道場の関係者に期待されていたという。
一方、小学生時代はそれほど本格的に練習に取り組むことはしていなかったとも言われている。小学校4年の時からは兄と一緒に夙川学院中学校・高等学校の柔道部監督を務める松本純一郎の指導も受けることになったが、車から出てこなかったり、道場の入り口付近の壁にへばり付いて駄々をこねまくるなど頻繁に練習を嫌がっていた。柔道に積極的に取り組む向上心旺盛な兄とは正反対の態度を取り続けていたものの、兄よりもセンスのある天才肌という評価を受けていたこともあって、小学校5年の時には全国小学生学年別柔道大会40kg級に出場を果たすが、2回戦で福岡県の浦明澄に判定で敗れた。6年の時には45kg超級に46kgながら出場するも、初戦で80kgほどある相手に小外刈であっけなく敗れた。この敗戦を機に闘争心に火が点いたという。
なお、小学校4年から3年連続で後に友人となる素根輝と対戦したことがあったものの、軽くひねりつぶされたという。

### 中学時代
夙川学院中学校に入学すると、小学生までとは違って練習にも真面目に取り組むようになった。
1年の時には全国中学校柔道大会52kg級に出場するが3回戦で大成中学校3年の武田亮子に合技で敗れた。2年の時には決勝まで進むも田島中学校3年の富沢佳奈に合技で敗れて2位だった。3年の時には全日本カデの決勝で埼玉栄高校1年の富沢と対戦すると、内股で一本に近い技ありを先取しながら合技で逆転負けを喫して2位に終わった。
全国中学校柔道大会では決勝でバルセロナオリンピック71kg級金メダリストの古賀稔彦の娘である東橘中学校3年の古賀ひよりを内股の有効で破って優勝を飾った。
全日本ジュニアでは準決勝で三井住友海上の前田千島に腕挫十字固で敗れるが3位となり、中学生ながらシニアの全国大会である講道館杯に出場するも、2回戦で富沢に技ありで敗れた。

### 高校1年
2016年に夙川学院高校に進学すると、1年の時には4月の全日本カデ決勝で大成高校1年の河端風を指導2で破って優勝を飾った。
8月のインターハイでは初戦で広島皆実高校3年の島谷真央と対戦すると、河津掛を仕掛けたとみなされて反則負けを喫した。この敗戦には非常にショックを受けて、今までやってきたことが全て間違いだったような気分にまで陥ったものの、兄の一二三に叱咤激励されたことで立ち直ることができた。これを契機に心の持ちようが劇的に変化すると、驕り高ぶった気持ちも消えて、県予選レベルから大きな大会に至るまでぶれない気持ちを持続させることができるようになったという。
9月の全日本ジュニアでは準決勝で大成高校3年の武田亮子に大外返で敗れて3位だった。
11月の講道館杯では準決勝で了徳寺学園職員の角田夏実に腕挫十字固で敗れるも、高校1年ながら3位入賞を果たした。
12月には初のシニアの国際大会であるグランドスラム・東京に出場すると、史上最年少の16歳141日で決勝まで進むが、角田に腕挫十字固で敗れて優勝はならなかった。なお、兄の一二三は優勝したことにより、兄妹でのメダル獲得となった。
2017年2月のグランプリ・デュッセルドルフでは準々決勝で了徳寺学園職員の志々目愛を内股で破ったのをはじめ全試合に一本勝ちして決勝まで進むと、フランスのアマンディーヌ・ブシャールを内股の技ありで破って優勝を飾り、IJFワールド柔道ツアーを史上最年少の16歳225日で制することとなった。この際に全日本女子代表監督の増地克之は次のように語った。「プレッシャーがかかる場面で力を発揮できる。スター性を感じた」「課題はありますけど何か周りを引き付けるものを持っている。期待も込めて谷亮子選手のようになってもらいたい」。
3月の全国高校選手権個人戦では準々決勝までの3試合を寝技で一本勝ちすると、準決勝は指導2による勝利だったものの、決勝では新田高校2年の児玉風香を開始早々の袖釣込腰で破って優勝した。翌日の団体戦では決勝の大成高校戦で反則勝ちを収めるなど全試合に勝利してチームを優勝に導いて最優秀選手に選出された。これにより個人戦との2冠を達成した。寝技師で有名な舟久保遥香のいる富士学苑高校で寝技修業を積んだ成果も今大会で現れた。

### 高校2年
2年の時には4月の体重別に初出場した。前日に兄が優勝していたことで兄妹優勝を期待されていたものの、準決勝で過去2戦2勝の志々目に指導2でリードしながら内股の技ありで逆転負けを喫して3位に終わり、高校2年での世界選手権代表入りはならなかった。
7月の金鷲旗では決勝の南筑高校戦で先鋒の古賀若菜に優勢勝ちすると、続く3人に一本勝ちするなど4人抜きの大活躍を果たすも、相手大将の素根輝に横四方固で敗れた。その後他のメンバーも次々と素根に敗れて、結果、素根一人に5人全員が一本負けして2位に終わった。監督の松本は試合前の予想で南筑高校と対戦した場合は5人全員が素根に敗れるのではないかと懸念していたが、その通りの結果になった。
8月のインターハイ個人戦ではオール一本勝ちで優勝した。この際に監督の松本は「高校生のできる柔道じゃない。心も体も技も別人になった」と評価した。本人は「東京五輪は絶対に自分が出ると心に決めている。次はシニアで日本一を目指します」とコメントした。
9月にはジュニア交流大会に出場してオール一本勝ちで優勝した。
10月の国体では兵庫県チームの一員として出場して2戦2勝ながら、チームは準々決勝で地元の愛媛県チームに敗れて5位だった。続く世界ジュニアでは準々決勝までの3試合を一本勝ちすると、準決勝ではモンゴルの選手に試合終了と同時に反則勝ちした。決勝では前田千島を技ありで破って優勝した。
初開催となった男女混合による団体戦では準々決勝のカザフスタン戦のみの出場となったが一本勝ちすると、その後チームも優勝を果たした。
11月の講道館杯では3回戦で龍谷大学1年の武田亮子に指導2勝ちだったが初戦と準決勝を一本勝ちすると、決勝では福岡大学3年の立川莉奈をGSに入ってから大外落の技ありで破って今大会初優勝を飾った。兄と同じく高校2年で今大会を制することになった。この際に、「（世界チャンピオンとなった志々目や世界2位の角田に対して）絶対に負けない自信がある。向かっていくだけ。（東京五輪で）きょうだいそろって金メダルを取ります」と語った。
12月のグランドスラム・東京では準々決勝で世界チャンピオンの志々目を浮落の技あり、準決勝ではブシャールから技あり2つを取ってそれぞれ優勢勝ちすると、決勝では立川を背負投で破って、66kg級で優勝した兄の一二三との兄妹優勝を果たした。この際に、「今年一番うれしい。きょうは100点」「次は世界選手権で、兄と二人で優勝したい」とコメントした。なお、今大会に勝たないとその先の道が絶対にないと考えていた中での優勝だったので、自分にとって初めてウルっときた、解放感を味わうことになった試合だったと後に振り返った。
2018年2月のグランドスラム・パリでは最初の2戦をともに10秒以内で勝利すると、準々決勝でコソボのディストリア・クラスニキ、準決勝でベルギーのシャルリーヌ・ファンスニックをそれぞれ合技で破った。決勝では地元のブシャールにGSに入ってから反則勝ちするなどオール一本勝ちして優勝を飾った。高校選手権個人戦の県予選にはエントリーしなかったが、団体戦ではチームの優勝に貢献した。続く本選の高校選手権団体戦には出場しなかったが、チームメイトの金知秀などの活躍により2連覇を果たした。

### 高校3年
3年の時には4月の体重別準決勝で、過去2戦2敗だった角田に巴投げでまたも敗れて3位にとどまった。この際に、「まだ（結果を）受け止められていない」「苦手意識はあった。（相手の巴投げを）受けられると思っていたが甘かった」とコメントした。
しかし、世界選手権代表には志々目に続いて選ばれた。代表監督の増地は阿部を選出した理由を次のように説明した。「選考大会4試合のうち3大会で優勝している。さらに、国際大会で海外選手との戦いに負けていない。そこで角田選手よりも優勢だった」。これにより、66kg級で代表に選ばれた兄の一二三とともに兄妹での世界選手権出場となった。過去に兄弟での世界選手権同時出場はあったが、兄妹での同時出場は史上初となる。
5月のグランプリ・フフホトでは決勝で地元中国の呉樹根を崩上四方固で破ったのをはじめ、オール一本勝ちで優勝した。
6月には兄に続いてJOCのネクストシンボルアスリートに選ばれた。なお、世界選手権に専念するため、7月の金鷲旗と8月のインターハイの出場を取り止めた。
8月の強化合宿の際には元世界チャンピオンの中村美里が現役復帰してくることについて次のようにコメントした。「あの中村さんが完全復帰となると正直怖い。出来れば、（復帰は）東京五輪が終わってからにしてほしい…」。インターハイには当初出場する予定はなかったものの、高校最後の大会となることから監督の松本に出場を直訴して、団体戦に出場する運びとなった。3回戦から出場すると、決勝の敬愛高校戦で3階級上となる個人戦70kg級3位の多田純菜を技ありで破るなど、3勝1分の活躍でチームの24年ぶりの優勝に貢献した。
9月の世界選手権では準決勝でブシャールを開始早々の腕緘で破ると、決勝では世界チャンピオンの志々目をGSに入ってから内股で破るなど5試合オール一本勝ちで優勝した。自らが勝利した直後に兄の一二三も優勝したことから、史上初の兄妹同時優勝を達成した。試合後のインタビューでは次のように語った。「自分の進化、成長をアピールできた。ここまでやってきたことは間違いないと確信を持てた。（初の世界選手権は）普通の国際大会と変わらなかった。緊張はしたけど、雰囲気にのまれなかった。」「自分が先に優勝してうれしかったが、お兄ちゃんの優勝もうれしかった」「（五輪に）また一歩近づいた。このまま突っ走っていく」。
なお、18歳69日での優勝はダリア・ビロディドの17歳345日、田村亮子の18歳27日に次ぐ記録ともなる。また、国際大会デビュー戦となった2016年3月のチューリンゲンカデ国際以来、外国選手に無敗の34連勝となった。加えて、今大会で兄妹優勝したことにより、66kg級の兄と同時に世界ランキング1位になった。
10月には兄に続いて、オリンピック60kg級で3連覇を達成した野村忠宏が設立した「Nextend（ネクステンド）」とマネジメント契約を結んだ。なお、どんな大会でもしくじりは許されない気持ちでやってきたことで精神面が強化された結果、世界チャンピオンにまでなったことで、『どうやったら自分が負ける』、『誰に負けるの？』というほど強い自信を抱くようになったという。続いて、「誰もがしたことがないようなことをしていきたい。お兄ちゃんとオリンピックで優勝したらまた1つ歴史を作れる」と意気軒昂に語った。また、世界選手権で優勝して周囲から兄に追いついたねと言われるも、自分の中では「追いついてもいないし、追い越してもいない」。兄がいつも先鞭を付けてくれたからこそ強くなれたと考えている。
11月のグランドスラム・大阪では準決勝で志々目を開始早々の内股すかしで破ると、決勝では過去3戦全敗の角田にGSに入ってから反則勝ちするなどオール一本勝ちで優勝した。今大会は全く緊張せず、角田対策の成果も現れた。代表監督の増地も、「大人の柔道。勝ちに徹したのを感じた」と評価した。世界選手権と今大会に勝ったことで、規定により2019年の世界選手権代表に内定した。
2019年2月にはかねてから待望していた北海道への修学旅行に参加すると、3月には夙川学院高校を卒業した。在籍していたグローバルアスリートコースの担任は、阿部が一番強いとの理由で3年間クラス会長の役に就かせ続けた。「気付いたらクラスの中心にいるような子でした。みんなに呼びかけてやらせる会長ではなくて、率先して何でもやるから、みんなが付いていく。そんな会長やったと思います」。また、勉強にもきちんと取り組むため3年間最前列の指定席に座り続けたという。一方で本人は、「(東京オリンピックは)本当に国民の全員が期待している試合。必ず私が出て、優勝するよう心に決めている」と語った。
なお、グランドスラム・エカテリンブルグに出場予定だったが、左肩関節挫傷により出場を回避した。

### 大学1年
4月からは兄の一二三と同じく日本体育大学へ進学した。この際に新元号にちなんで、「令和で一番活躍できるようにもっと強くなりたい」と語った。体重別はすでに世界選手権代表が内定していたため出場しなかった。大会後、正式に代表が決まった。
今年最初の大会となった5月のグランプリ・フフホトでは、決勝でスイスのエヴリネ・チョップを内股で破るなど全て一本勝ちして2連覇した。
8月に東京で開催された世界選手権では準決勝でリオデジャネイロオリンピック金メダリストであるコソボのマイリンダ・ケルメンディをGSに入ってから横四方固で破ると、決勝ではロシアのナタリア・クジュティナを開始30秒の袖釣込腰で破って大会2連覇を達成した。これで対外国選手45連勝となった。この際に、「（ケルメンディは）一番戦いたかったし、勝ちたかった選手。ケルメンディ選手に勝ったことが一番自信になりました」と語った。
なお、今大会で兄は3位に終わり2年連続の兄妹優勝はならなかったが、「お兄ちゃんが負けたのは悔しいけど、まだ道はあると思う。もう一度私を引っ張ってもらえる存在になってほしい」と思いやった。一方、兄は妹が2連覇を達成したことについて、「今日はお兄ちゃんとして情けないのはあったけど、柔道家としてあのプレッシャーの中で勝つのはすごい。心の底からおめでとうと言いたい」とコメントした。大会後、昨年の世界選手権で優勝した時に続いて再び世界ランキング1位になった。
9月には兄妹揃ってアディダスと契約を結んだ。
11月のグランドスラム・大阪では準決勝で志々目を内股すかしで破るも、決勝でブシャールにGSに入ってから肩車の技ありで敗れて号泣した。これにより、国際大会デビュー戦以来続いていた対外国選手の連勝記録も48でストップした。なお、今大会で優勝すれば東京オリンピック代表が内定する可能性があったものの持ち越しとなった。
2020年2月のグランドスラム・デュッセルドルフでは準々決勝で世界ジュニアチャンピオンであるモンゴルのルハグバスレン・ソソルバラムを合技で破るなど全て一本勝ちして決勝まで進むと、金髪化したブシャールにGSに入ってから反則勝ちを収めて、GS大阪で敗れた雪辱を果たした。
その後に開かれた強化委員会で、強化委員全員の満場一致により、東京オリンピック代表が内定した。2番手選手とのこれまでの成績差が歴然だと強化委員の3分の2以上によって判断された場合は東京オリンピック代表が内定することになっていた。代表内定となった阿部は、「五輪は人生最大の目標。自分のすべてを東京五輪にかけたい」と決意を語った。また、世界チャンピオンの丸山城志郎との代表争いを控える兄に対して、「お兄ちゃんなら絶対に決めてくれると思う。兄が最高の準備をできるように支えたい」とも述べた。
なお、JOCのシンボルアスリートに選出された。
3月には新型コロナウイルスの影響により東京オリンピックの開催が1年ほど延期されることになった事態に対して、「昨日までと変わらず、自分のやるべきことを徹底していくのみです。いつの開催になろうとも最高のパフォーマンスを発揮できるように万全の準備をしていきます」とコメントした。

### 大学2年
5月に全柔連は常務理事会と強化委員会を開いて、1年延期になった東京オリンピックでは2月に決まっていた代表内定選手の権利を維持する方針を確認した。内定選手は激越な代表選考をすでに経ているとしたうえで、国際大会の再開が今だ不透明で再選考が容易でないことを最大の理由に挙げている。一方で強化委員長の金野潤は、「現場の監督、コーチが現内定選手で闘う自信をしっかり持っていることが一番の決め手」だと説明した。
その後、全柔連の全理事と監事の承認を得て、代表内定選手の維持が正式に決まった。この際に、「代表としての覚悟を持ち続け、１年先の五輪に向かってどんな状況でも努力していくだけだと思っています」とコメントした。
11月には新型コロナウイルスの影響で延期になっていた日体大の入学式において、パブロ・ピカソによる「できると思えばできる、できないと思えばできない。これはゆるぎない絶対的な法則である」との発言を引用するとともに、「私はこの厳しい状況に負けることはない。目標が達成できなかったからと言って諦めることはしない。皆さんも屈することなく、貪欲に前進を続けて下さい」と、新入生に語りかけた。
12月に兄が丸山との代表決定戦を制して兄妹での東京オリンピック代表が内定した際には、「おめでとう。尊敬します」「もっと上を目指し2人で優勝します」と述べた。
1年ぶりの試合となった2021年3月のグランドスラム・タシケントでは、決勝でモンゴルのルハグバスレン・ソソルバラムに不戦勝で優勝した。

### 大学3年
5月のグランドスラム・カザンでは決勝でフランスのアストリード・ネトを合技で破るなどオール一本勝ちして優勝した。
6月には、オリンピックに向けて「絶対的な強さを手に入れることが、怪物と呼ばれるための第一歩。五輪では絶対的な強さで優勝したい」と語った。
7月に日本武道館で開催された東京オリンピックでは準決勝でイタリアのオデッテ・ジュフリーダをGSに入ってから技ありで破ると、決勝でもブシャールをGSに入ってから崩袈裟固(※舟久保固め)で破ってオリンピック初優勝を飾った。直後に兄も優勝したため、史上初のオリンピック兄妹同時優勝を果たした。なお、1992年のバルセロナオリンピックから女子柔道が正式種目に採用されて以来、唯一金メダルを獲得していなかったこの階級で金メダルを獲得する快挙ともなった。優勝後のインタビューで次のように語った。「小さな頃からの2人の夢。思い続ければ夢は実現するんだなって思った」「このような状況下ですが応援ありがとうございました。五輪を開催していただいたからこそ金メダルがある。これからもっと努力して、素晴らしい金メダリストになれるように頑張ります」。東京オリンピック混合団体では初戦のドイツ戦のみに出場するも、1階級上のテレーザ・シュトールに反則負けを喫したがチームは勝利した。しかし、その後チームは決勝でフランスに敗れて2位だった。12月には今年最も美しく輝いた人として、「＠cosmeベストコスメアワード2021」のビューティーパーソンオブザイヤーを受賞した。東京オリンピック 柔道 女子52kg級において金メダルを獲得した功績をたたえ、2021年12月15日、兵庫県神戸市のJR神戸駅中央口北側に記念のゴールドポスト（第28号）が設置された（ゴールドポストプロジェクト）。

### 大学4年
2022年4月の体重別では準決勝で自衛隊体育学校の坪根菜々子との対戦を、両肩の状態が芳しくないことを理由に棄権したものの、世界選手権代表には選ばれた。なお、2023年からは兄と同じパーク24への入社が内定した。オリンピック以来約1年ぶりの国際大会出場となった7月のグランプリ・ザグレブでは、決勝で48㎏級のオリンピックチャンピオンであるクラスニキを合技で破って優勝した。10月の世界選手権では準決勝でブシャールを合技、決勝ではチェルシー・ジャイルズを技ありでそれぞれ破って、世界選手権3度目の優勝を飾った。兄の一二三も優勝したため、2018年以来2度目となる世界選手権での兄妹同時制覇となった。その翌週には地元兵庫県で開催された体重別団体に出場して準々決勝まで全勝するも、チームは敗れて5位だった。12月のグランドスラム・東京では準決勝でルハグバスレン、決勝で志々目にそれぞれ反則勝ちして優勝した。世界選手権と今大会で優勝したため、規定により2023年の世界選手権代表に内定した。その後正式に代表が決まった。2023年2月にはIJFによって2022年の女子最優秀選手に選出された。2023年3月には日体大を卒業した。卒業生を代表した挨拶では、小学生の時に稽古前によく朗読していた武者小路実篤の詩「もう一息」から「きつい時は心で唱えた。ずっと心に残っている。それで強くなれた部分がある」を引用した。また、これまでの実績が評価されて理事長賞を受賞した。

### 社会人時代
2023年4月からは兄と同じくパーク24の所属となった。5月の世界選手権では準々決勝でブシャールを大外刈、準決勝で48㎏級のオリンピックチャンピオンであるコソボのディストリア・クラスニキを合技、決勝でウズベキスタンのディヨラ・ケルディヨロワを崩袈裟固(舟久保固め)でそれぞれ破るなどオール一本勝ちして、世界選手権4度目の優勝を果たした。兄も優勝したため、世界選手権では3度目となる兄妹優勝となった。6月には姫路市で自身の名が冠された小学生向けの柔道教室及び大会である「ABE CUP」が初開催された。今後は海外での開催も視野に入れているという。同じく6月には全日本柔道連盟が3月に、強化システムに関する規定を改正したことで2021年東京五輪後も国際大会で無敗と圧倒的な成績で世界選手権優勝などの実績で2番手以下に大差を付けたとの評価で審議にかけられ、採決なしで承認され、パリオリンピックの代表に本番1年1カ月前という柔道界では史上最速で兄の一二三ら計4人同時に内定した。12月のグランドスラム・東京では準決勝でイスラエルのゲフェン・プリモを合技で破ると、決勝ではフランスのアストリド・ネトを小内刈で破って今大会2連覇した。兄も優勝したため、兄妹優勝となった。なお、2023年の最優秀女子選手に、前年に続いて選ばれた。
2024年3月のグランドスラム・アンタルヤでは決勝でジャイルズを開始7秒の内股で破るなどオール一本勝ちして優勝した。
7月に迎えたパリオリンピックではノーシードでの出場となると、初戦でカナダの出口ケリーを大外刈で破るも、2回戦で世界ランキング1位のケルディヨロワに技ありをリードしながら谷落で逆転の一本負けを喫して、オリンピック2連覇はならなかった。なお、個人戦で阿部が外国人選手に敗れたのは2019年のグランドスラム・大阪の決勝でフランスのアマンディーヌ・ブシャールに敗れて以来5年ぶりのことであり、ブシャール以外の外国人選手に敗れたのは初めてのことであった。また、敗れて畳を降りた後に3分近くも会場に響き渡るほど号泣し続けて、競技進行を妨げる形ともなったため、阿部の姿勢に賛否両論が巻き起こった。阿部はその後、自身の行動は情けない振る舞いだったとして謝罪した。その一方で兄は、「情けなくなんかない」との見解を示して、妹を慮った。パリオリンピック混合団体では初戦のスペイン戦のみに出場して勝利するが、その後チームは決勝のフランス戦で敗れて2位だった。
オリンピック以来の復帰戦となった2025年2月のグランドスラム・バクーでは、決勝でドイツのマーシャ・バルハウスを横四方固で破るなどオール一本勝ちして優勝した。4月の体重別では決勝でJR東日本の大森生純を大内刈で破って、今大会初優勝を飾った。グランドスラム東京大会とパリ大会を連続優勝していた大森に世界選手権代表選考で追い上げられていたが、直接対決を勝利したことで世界選手権代表に選ばれた。6月、ハンガリーのブダペストで行われた世界選手権では3回戦でブシャールに反則勝ちするなどして決勝まで進むと、クラスニキを背負投で破るなどオール一本勝ちして2023年以来2年ぶり5度目の優勝を果たした。

## 世界ランキング
IJF世界ランキングは2852ポイント獲得で14位（25/6/2現在）。
|      | 2016年 | 2017年 | 2018年 | 2019年 | 2020年 | 2021年 | 2022年 | 2023年 | 2024年 |
| ---- | ------ | ------ | ------ | ------ | ------ | ------ | ------ | ------ | ------ |
| 順位 | 50     | 11     | 2      | 3      | 2      | 2      | 5      | 8      | 14     |

(出典、JudoInside.com)

## 人物
- 当初、母親は娘を「ななみ」と名付けようと考えていた。しかし、「ななみ」をありきたりの名前だとみなして受け付けなかった父親が、生まれたばかりの我が子を見るなり、「この子は詩や！」と鶴の一声で「詩」と決めた。本人は覚えてもらいやすいと自分の名前を気に入っているものの、兄の「一二三」の方がインパクトのある名前だと自覚している[8][153]。
- 負けず嫌いで何でも一番になりたい性格だと自己分析している。また、周囲から期待されるのが好きで、大勢いる中でやる方が力を出せるタイプだという[154][155][156]。
- 最初のうちは大会で3位になってもそれでいいや程度にしか思っていなかったが、優勝を積み重ねる兄ばかり褒められるのを見て羨ましくなり、トップを極めたいと思うようになった[156][157]。
- 怪物になりたいと思っている。見る者全てに、「阿部詩は怪物だ」、「阿部詩はおかしい」と言われるくらい強くなりたいという。「怪物」というのは単に強いとか凄いとかではなく、言葉で表せないぐらいの人になりたいという意味を込めて言っている。東京オリンピックで優勝したら「怪物」になれるという。最終的には、「柔道といえば阿部詩」と言われるくらいの存在になりたいと考えている[155][158][159][160]。
- とある大会で優勝した時にバナナ模様の靴下を履いていたことから、それ以来試合に出場する際は験担ぎとして毎回必ずバナナ模様の靴下を身に着けるようになった[161]。
- 2020年の東京オリンピックに兄の一二三と兄妹代表になれば同じ日の試合に出場することになるので、兄妹同時金メダルの獲得を狙っている[64][162]。加えて、オリンピック柔道競技で日本の選手は男女各7階級のうち女子52kg級のみ金メダルを獲得していないので、東京オリンピックでは自分が第1号になるつもりでいる[8]。そして2021年、実際にその舞台で自身が金メダルを取得し、この階級の第1号となった[105]。
- 柔道界では6歳年上の田代未来と同い年の素根輝と仲が良い。田代は生意気な自分をかわいがってくれるカッコいいお姉さん的存在で、いつも後ろを付いて回っている。中学2年の時にカデ合宿がきっかけで仲良くなった素根とは2人だけしかできない会話をよく交わす[11][155]。
- 国内のライバルである志々目愛と角田夏実は自身を凄く苦しめる存在であると同時に、凄く強くしてくれる存在だという。自身が試合に勝ってもこの2人もどこかで必ず勝っているので、ホッとすることもできず心底喜べない状況が続いているものの、この両者の存在こそが日々の練習を駆り立てるモチベーションともなり、今の自分の強さに繋がっていると語った[92][160]。
- 2020年1月の強化合宿の際に、25歳前後での結婚を希望する19歳の阿部に対して27歳の角田が、「やりたいことをやって、結婚は30歳ぐらいで良いんじゃない」とアドバイスするも、阿部は「遅すぎます。おばさんじゃないですか！！」と切り返した。おばさん扱いされた角田は、「びっくりしたけどこれが阿部詩。柔道と同じで本当に真っすぐな性格」だと感心させられたという[163]。
- 好きな芸能人はイモトアヤコ[64]。
- 神戸市営地下鉄海岸線の三宮・花時計前駅に阿部の赤ちゃん時代の手形足形が飾られている[164]。

## 柔道スタイル
右組からの内股と袖釣込腰を最も得意とする。とりわけ袖釣込腰に関しては、阿部詩と言えば袖釣込腰だと言えるほど自信を有しているし、周囲もそうみなすだろうと考えている。本人も自認しているように、体幹の強さを活かした爆発的な瞬発力から繰り出される豪快な立ち技を特徴としている。
小学生まではあまり練習にも取り組まず、柔道センスだけを頼りに見よう見まねで技を覚えていたが、中学以降は本格的に取り組むことで結果が伴ってきた。また、兄の一二三が試合で繰り出す袖釣込腰や大外刈などを観察して、「詩日記」と呼ばれるノートに学習内容を書き留めると、それを自己流にアレンジして自分のものにしていった。
細かい組手技術に拘ると技が出なくなるタイプなので、自分の体に染みついた感覚で技を繰り出すことを心掛けている。代表争いを勝ち上がるため技の幅を広げようと中学3年くらいから寝技にも積極的に取り組み始め、隅返からの寝技への移行をヒントに自己流にアレンジした回転式の腕緘を得意技にしていった。また、抑込技での一本勝ちも少なくない。
何も考えず愚直に前へ出る柔道を持ち味にしているが、苦手の角田相手にそのスタイルで対峙すると相手の戦略に嵌ってしまうと考えて、攻めるべき場面と守るべき場面をきっちり使い分ける頭を使った柔道を、世界チャンピオンになってからは心がけるようになった。
また、高校2年までは自分の勝った試合しかYouTubeで見なかったが、その後は角田に負けた試合も敢えて見ることで課題を探り出して、それを練習で克服するように努めている。なお、高校ではウェートトレーニングを一切行っていないという。
ライバルの角田夏実は阿部の長所を次のように指摘した。「阿部は両肩の可動域が広くて瞬発力があるため、どの位置からも得意の袖釣込腰などを仕掛けることが可能で、破壊力も際立っており、体軸のバランスが優れていることから受けも強く、スタミナもあるので長丁場になっても容易に屈せず、他の代表選手も感心させられるほど勝気な性格で強靭な精神力を有している」。

## 戦績
- 2014年 - 全国中学校柔道大会 2位
- 2015年 - 全日本カデ 2位
- 2015年 - 全国中学校柔道大会 優勝
- 2015年 - 全日本ジュニア 3位
- 2016年 - チューリンゲンカデ国際 優勝
- 2016年 - 全日本カデ 優勝
- 2016年 - 全日本ジュニア 3位
- 2016年 - 講道館杯 3位
- 2016年 - グランドスラム・東京 2位
- 2017年 - グランプリ・デュッセルドルフ 優勝
- 2017年 - 全国高校選手権 個人戦 優勝 団体戦 優勝
- 2017年 - 体重別 3位
- 2017年 - 金鷲旗 2位
- 2017年 - インターハイ 個人戦 優勝
- 2017年 - ジュニア交流大会 優勝
- 2017年 - 国体 5位
- 2017年 - 世界ジュニア 個人戦 優勝 団体戦 優勝
- 2017年 - 講道館杯 優勝
- 2017年 - グランドスラム・東京 優勝
- 2018年 - グランドスラム・パリ 優勝
- 2018年 - 体重別 3位
- 2018年 - グランプリ・フフホト 優勝
- 2018年 - インターハイ 団体戦 優勝
- 2018年 - 世界選手権 優勝
- 2018年 - グランドスラム・大阪 優勝
- 2019年 - グランプリ・フフホト 優勝
- 2019年 - 世界選手権 優勝
- 2019年 -　グランドスラム・大阪 2位
- 2020年 -　グランドスラム・デュッセルドルフ 優勝
- 2021年 -　グランドスラム・タシケント 優勝
- 2021年 -　グランドスラム・カザン 優勝
- 2021年 - 東京オリンピック 優勝
- 2021年 -　東京オリンピック混合団体 2位
- 2022年 - 体重別 3位
- 2022年 -　グランプリ・ザグレブ 優勝
- 2022年 -　世界選手権　優勝
- 2022年 -　体重別団体 5位
- 2022年 -　グランドスラム・東京 優勝
- 2023年 -　世界選手権　優勝
- 2023年 -　グランドスラム・東京　優勝
- 2024年 -　グランドスラム・アンタルヤ　優勝
- 2024年 -  パリオリンピック混合団体 2位
- 2025年 - グランドスラム・バクー　優勝
- 2025年 - 体重別　優勝
- 2025年 - 世界選手権　優勝

（出典、JudoInside.com）

## 対外国人選手の連勝記録
国際大会デビュー戦となった2016年3月のチューリンゲンカデ国際1回戦から2019年のグランドスラム・大阪準々決勝まで48連勝を記録した。
| 1 | 1回戦    | ウィール(ドイツ)               | 一本勝ち(袖釣込腰)   |
| 2 | 2回戦    | タバ(ブラジル)                 | 一本勝ち(上四方固)   |
| 3 | 3回戦    | ザクホバ(チェコ)               | 一本勝ち(合技)       |
| 4 | 準々決勝 | マカロフ(ドイツ)               | 一本勝ち(合技)       |
| 5 | 準決勝   | ベルアリ(カナダ)               | 一本勝ち(合技)       |
| 6 | 決勝     | バルハウス(ドイツ)             | 一本勝ち(上四方固)   |
| グランドスラム・東京 (2016年12月3日) 2位(準決勝は立川に一本勝ち(大外刈)、決勝は角田に一本負け(腕挫十字固)           |          |                                |                      |
| 7 | 2回戦    | ワラシハ(タイ)                 | 優勢勝ち(有効)       |
| 8 | 3回戦    | ネト(フランス)                 | 一本勝ち(袖釣込腰)   |
| 9 | 準々決勝 | クォン(韓国)                   | 一本勝ち(合技)       |
| グランプリ・デュッセルドルフ (2017年2月17日) 優勝(準々決勝は志々目に一本勝ち(内股))                                 |          |                                |                      |
| 10 | 2回戦    | ベザレル(イスラエル)           | 一本勝ち(大外刈)     |
| 11 | 準決勝   | フロリアン(ルーマニア)         | 一本勝ち(内股)       |
| 12 | 決勝     | ブシャール(フランス)           | 優勢勝ち(技あり)     |
| ジュニア交流大会 (2017年9月6日) 優勝(準決勝は児玉に一本勝ち(大外刈)、決勝は古川に一本勝ち(腕挫十字固))              |          |                                |                      |
| 13 | 2回戦    | ムンフジャルガル(モンゴル)     | 一本勝ち(横四方固)   |
| 世界ジュニア (2017年10月19日) 優勝(決勝は前田に優勢勝ち(技あり))                                                    |          |                                |                      |
| 14 | 2回戦    | ベテセングエ(カメルーン)       | 一本勝ち(腕緘)       |
| 15 | 3回戦    | テミクバ(イスラエル)           | 一本勝ち(上四方固)   |
| 16 | 準々決勝 | ペレシャン(アゼルバイジャン)   | 一本勝ち(内股)       |
| 17 | 準決勝   | ベシュレト(モンゴル)           | 反則勝ち             |
| 世界ジュニア団体戦 (2017年10月22日) 優勝(準々決勝のみの出場)                                                        |          |                                |                      |
| 18 | 準々決勝 | カルチイバ(カザフスタン)       | 一本勝ち(袈裟固)     |
| グランドスラム・東京 (2017年12月2日) 優勝(準々決勝は志々目に優勢勝ち(技あり)、決勝は立川に一本勝ち(背負投))         |          |                                |                      |
| 19 | 2回戦    | アザヤ(モンゴル)               | 一本勝ち(袖釣込腰)   |
| 20 | 3回戦    | ペレイラ(ブラジル)             | 優勢勝ち(技あり)     |
| 21 | 準決勝   | ブシャール(フランス)           | 優勢勝ち(技あり)     |
| グランドスラム・パリ (2018年2月10日) 優勝                                                                           |          |                                |                      |
| 22 | 2回戦    | バレンティン(フランス)         | 一本勝ち(袖釣込腰)   |
| 23 | 3回戦    | イオニタ(ルーマニア)           | 一本勝ち(内股)       |
| 24 | 準々決勝 | クラスニキ(コソボ)             | 一本勝ち(合技)       |
| 25 | 準決勝   | ファンスニック(ベルギー)       | 一本勝ち(合技)       |
| 26 | 決勝     | ブシャール(フランス)           | 反則勝ち             |
| グランプリ・フフホト (2018年5月25日) 優勝                                                                           |          |                                |                      |
| 27 | 2回戦    | ビシェルト(モンゴル)           | 一本勝ち(内股)       |
| 28 | 3回戦    | ジャン(韓国)                   | 一本勝ち(腕緘)       |
| 29 | 準決勝   | デルガド(アメリカ)             | 一本勝ち(合技)       |
| 30 | 決勝     | 呉(中国)                       | 一本勝ち(崩上四方固) |
| 世界選手権・バクー (2018年9月21日) 優勝(決勝は志々目に一本勝ち(内股))                                               |          |                                |                      |
| 31 | 2回戦    | ピエンコウスカ(ポーランド)     | 一本勝ち(袖釣込腰)   |
| 32 | 3回戦    | コッシャー(スイス)             | 一本勝ち(袖釣込腰)   |
| 33 | 準々決勝 | ペレイラ(ブラジル)             | 一本勝ち(舟久保固)   |
| 34 | 準決勝   | ブシャール(フランス)           | 一本勝ち(腕緘)       |
| グランドスラム・大阪 (2018年11月23日) 優勝(準決勝は志々目に一本勝ち(内股すかし)、決勝は角田に反則勝ち)              |          |                                |                      |
| 35 | 2回戦    | ツィオリニリナ(マダガスカル)   | 一本勝ち(袖釣込腰)   |
| 36 | 準々決勝 | 朴多率(韓国)                   | 反則勝ち             |
| グランプリ・フフホト (2019年5月24日) 優勝                                                                           |          |                                |                      |
| 37 | 2回戦    | ジャン(韓国)                   | 一本勝ち(合技)       |
| 38 | 準々決勝 | グイカ(カナダ)                 | 一本勝ち(内股)       |
| 39 | 準決勝   | プリモ(イスラエル)             | 一本勝ち(合技)       |
| 40 | 決勝     | チョップ(スイス)               | 一本勝ち(内股)       |
| 世界選手権・東京 (2019年8月26日) 優勝                                                                               |          |                                |                      |
| 41 | 2回戦    | ピメンタ(ブラジル)             | 一本勝ち(隅落)       |
| 42 | 3回戦    | ケルディヨロワ(ウズベキスタン) | 一本勝ち(大外刈)     |
| 43 | 準々決勝 | ジャイルス(イギリス)           | 優勢勝ち(技あり)     |
| 44 | 準決勝   | ケルメンディ(コソボ)           | 一本勝ち(横四方固)   |
| 45 | 決勝     | クジュティナ(ロシア)           | 一本勝ち(袖釣込腰)   |
| グランドスラム・大阪 (2019年11月22日) 2位(準決勝は志々目に一本勝ち(内股すかし)、決勝はブシャールに優勢負け(技あり)) |          |                                |                      |
| 46 | 2回戦    | カルバハル(ペルー)             | 一本勝ち(内股)       |
| 47 | 準々決勝 | ババムラトワ(トルクメニスタン) | 一本勝ち(横四方固)   |
| 48 | 準決勝   | グイカ(カナダ)                 | 一本勝ち(内股)       |

(参考資料：ベースボールマガジン社発行の近代柔道バックナンバー、JudoInside.com等)

## 有力選手との対戦成績
(2024年12月現在)
| 国籍         | 選手名                       | 内容   |
| ------------ | ---------------------------- | ------ |
| 日本の旗     | 志々目愛                     | 6勝1敗 |
| 日本の旗     | 角田夏実                     | 1勝3敗 |
| フランスの旗 | アマンディーヌ・ブシャール   | 7勝1敗 |
| ベルギーの旗 | シャルリーヌ・ファンスニック | 1勝    |
| コソボの旗   | ディストリア・クラスニキ     | 2勝    |
| コソボの旗   | マイリンダ・ケルメンディ     | 1勝    |
| イタリアの旗 | オデッテ・ジュフリーダ       | 1勝    |
| ロシアの旗   | ナタリア・クジュティナ       | 1勝    |

(参考資料：ベースボールマガジン社発行の近代柔道バックナンバー、JudoInside.com等)

## 受賞歴
- 2018年 ｰ 関西スポーツ賞[171]
- 2019年 ｰ 関西スポーツ賞[172]
- 2021年 - 兵庫県「誉」賞（2021年）[173]
- 2021年 - 紫綬褒章[174][175]